# Beweging voor Democratische Verandering (voor 2005)
De Beweging voor Democratische Verandering (MDC) (Engels: Movement for Democratic Change) was een politieke partij in Zimbabwe, die actief was tussen 1999 en 2005. De partij werd opgericht om oppositie te voeren tegen de ZANU-PF, de partij van toenmalig president Robert Mugabe. De MDC werd geleid door Morgan Tsvangirai.

## Geschiedenis
De MDC ontstond in 1999 uit verschillende groepen en individuen die gezamenlijk tegen de invoering van de nieuwe grondwet waren. Tijdens de parlementsverkiezingen van 2000 behaalde de partij 57 van de 120 zetels in de Nationale Vergadering. Daarmee was het voor het eerst sinds 1988 dat een oppositiepartij een significant aantal zetels veroverde. Bij de presidentsverkiezingen van 2002 behaalde partijleider Tsvangirai 42% van de stemmen.
Als gevolg van de gepleegde fraude tijdens de verkiezingen van 2000 werd binnen de MDC getwijfeld aan deelname aan de verkiezingen van 2005. Voorstanders en tegenstanders hiervan verdeelden de partij in twee kampen. Twee maanden voorafgaand aan de verkiezingen werd bekend dat de MDC toch wel mee zou doen. Tijdens deze verkiezingen behaalde de partij 39,5% van de stemmen. Vooral in de grote steden was de aanhang enorm; niet in de laatste plaats omdat juist daar nationale en internationale organisaties goed konden toezien op frauduleuze praktijken.
Wegens grote meningsverschillen binnen de partij viel de MDC na de verkiezingen van 2005 uiteen in twee groeperingen, die beide dezelfde naam bleven dragen: de MDC-T (geleid door Morgan Tsvangirai) en de MDC-M (geleid door Arthur Mutambara en later Welshman Ncube).

## Kopstukken
Belangrijke kopstukken uit de partij waren:
- Morgan Tsvangirai - partijleider en mede-oprichter
- Thokozani Khuphe - vicevoorzitter
- Gift Tandare - doodgeschoten door de politie tijdens een demonstratie in maart 2007